# Elisa de Boccard
Elisa de Boccard (* 21. Juli 1847 in Jetschwil, Gemeinde Düdingen, Kanton Freiburg; † 16. Februar 1925 in Freiburg im Üechtland) war eine Schweizer Malerin, die gelegentlich mit ihrer bekannten Cousine Adèle d’Affry (Künstlername Marcello) im gleichen Atelier arbeitete.

## Leben

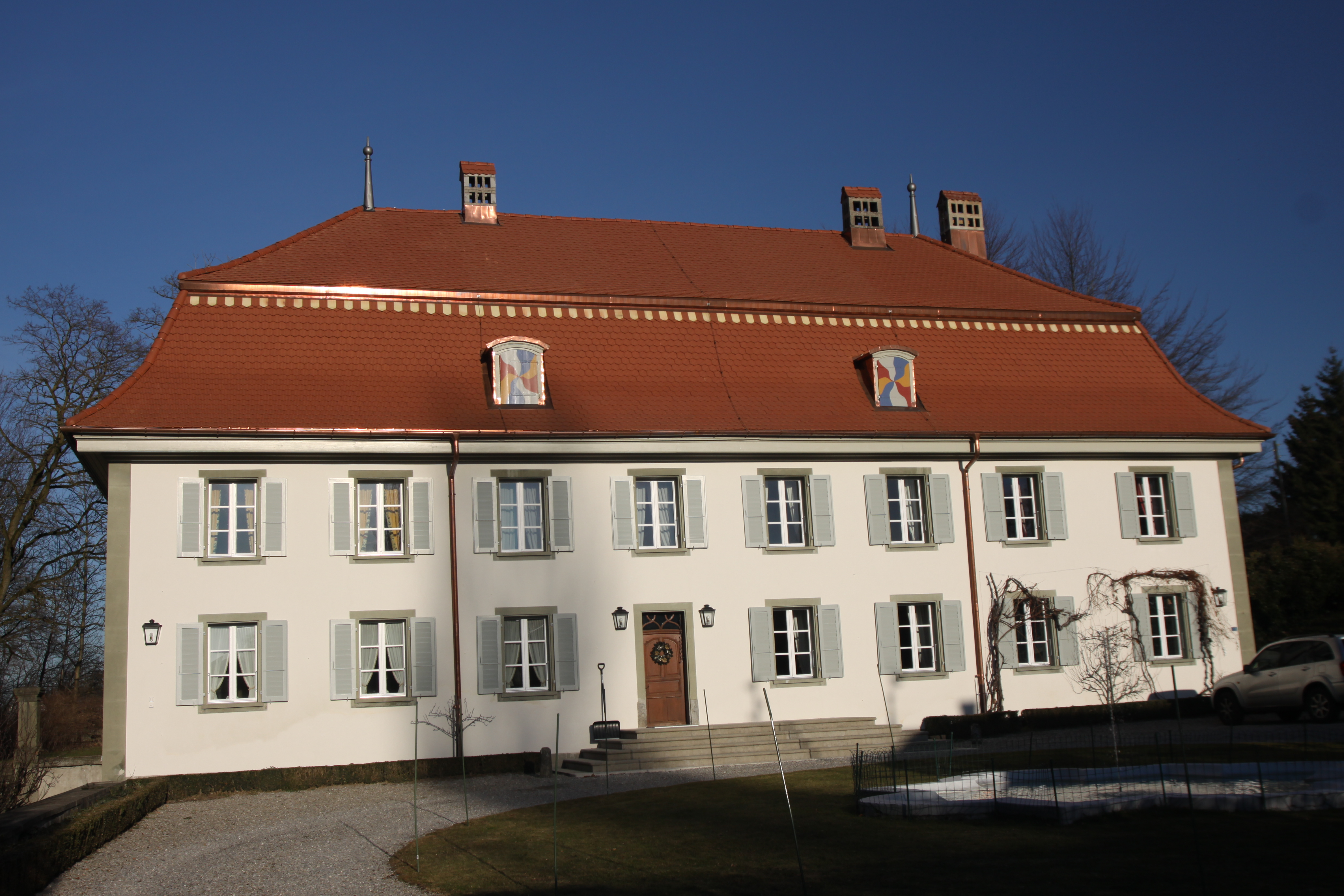
Herrenhaus Jetschwil, wo Elisa aufwuchs und als Erwachsene zusammen mit ihrer Schwester Mathilde lebte

Elisa de Boccard wurde am 21. Juli 1847 auf dem Herrschaftssitz Jetschwil, Gemeinde Düdingen, geboren. Ihr Vater war Roger de Boccard und ihre Mutter Ernestine de Boccard, geborene de Boccard. Elisa hatte zwei ältere Brüder und eine jüngere Schwester.
Elisa de Boccard war eine Cousine von Adelèle d’Affry, der unter dem Pseudonym Marcello bekannten Malerin und Künstlerin. Die beiden trafen sich gegelentlich in Marcellos Atelier auf dem Herrensitz der d’Affrys in Givisiez. Und wenn Marcello in Givisiez weilte, besuchte sie oft die beiden Schwestern Elisa und Mathilde de Boccard in Jetschwil, nahm an ihren Gesprächen unter Freunden teil und malte manchmal zusammen im gleichen Atelier. Schon als junge Frau widmete sich Elisa de Boccard der Malerei. Beliebte Sujets fand sie in der Natur, insbesondere in Blüten und Blumen. Sie war eine Schülerin von Ferdinand Hodler, der damals in Freiburg Kunstunterricht erteilte. Sie besuchte ferner die Ateliers von Charles Chaplin, Alfred Stevens und Gustave Courtois in Paris, wo Elisa unter dem Einfluss von Marcello auch Édouard Manets Malerei kennenlernte.
Sie besuchte Rom, bereiste die Provence, besichtigte Saint-Tropez und die Côte d’Azur. Dabei malte sie grossflächige Ansichten der Riviera. 1888 stellte sie zum ersten Mal im Salon des Artistes français aus, wo gleichzeitig Berthe Delorme, Mlle Hildebrand und Mlle Halgau, besser bekannt unter ihrem Pseudonym Claudie, ebenfalls ausstellten. Im folgenden Jahr nahm Elisa de Boccard noch einmal mit einem Bild, betitelt Krentzlet, am Salon teil. Im Jahr 1900 gewann sie am Salon de Fribourg die Silbermedaille der Artistes fribourgeois. Im selben Jahr wurde sie Ehrenmitglied des Woman’s Art Club of New York. Elisa de Boccard verfügte über ein unermessliches Talent und Feingefühl, lebte aber nicht von den Produkten ihrer Kunst. Sie war zwar nicht reich, aber auch nicht bedürftig und kümmerte sich nicht um die Verbreitung oder Ausstellung ihrer Werke. Zu ihren Lebzeiten verkaufte sie kein einziges Bild. Nach dem Tod ihrer Cousine Marcello erbte Elisa einen guten Teil des Malereimaterials.
Gemeinsam mit ihrer Schwester Mathilde pflegte Elisa eine andere Gabe, die bei ihren Zeitgenossen noch stärker im Gedächtnis haften bleiben sollte: Gastfreundschaft und Freundschaft. Die Chronisten befassten sich weniger mit ihrem malerischen Werk als mit ihren karikativen und sozialen Werken. Sie war aktives Mitglied des Dritten Ordens des hl. Franziskus. Sie wohnte in der Murtengasse in Freiburg und verbrachte den Sommer im Haus ihrer Familie in Jetschwil, wo sie Menschen jeden Alters, jeden Standes und jeder Nationalität empfing und sie gerne zu Vertrauten oder Freunden machte. Jetschwil, das Haus ihrer Familie, das sie mit ihrer Schwester bewohnte, wurde sowohl für durchreisende Ausländer als auch für Freiburger zu einem beliebten Treffpunkt.
Elisa de Boccard blieb ledig. Sie starb am 16. Februar 1925.

## Ausstellungen und Ehrungen
- 1888 am Salon des Artistes français
- 1889 am Salon des Artistes français; Le Krentzlet, am Salon des Champs-Elysées, Paris
- 1900 in Genf
- 1890 Freiburg, Schweiz: Silbermedaille
- Elisa de Boccard war Ehrenmitglied des Woman’s Art Club of New York[1]